# Traité de Canterbury (1416)
Pour le traité de 1976 relatif au tunnel sous la Manche, voir Traité de Canterbury.
Le traité de Canterbury est un traité signé entre Henri V d'Angleterre et l'empereur Sigismond le 15 août 1416 pour s'unir contre la France,. 